# Droga leśna

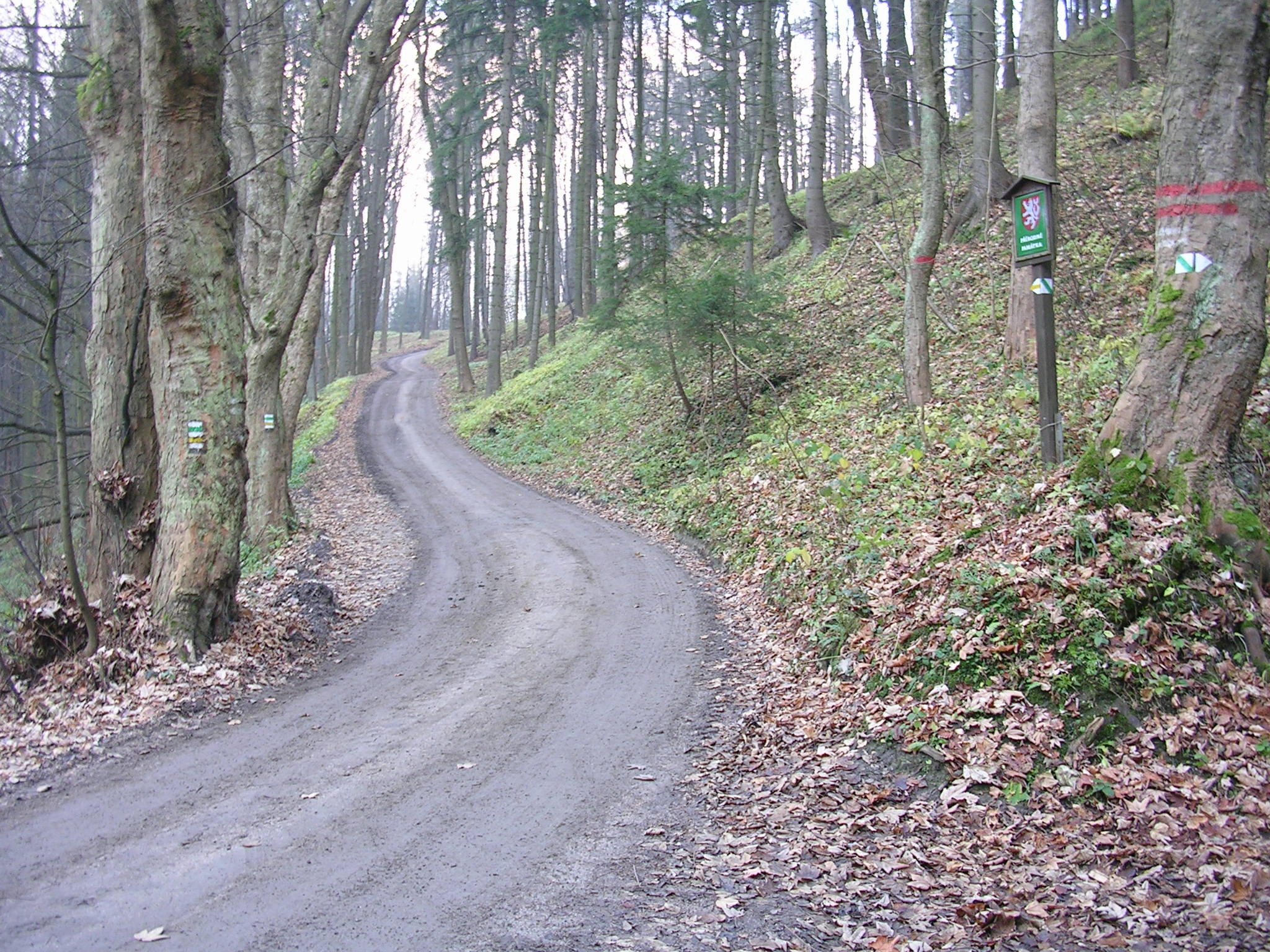
Droga leśna.

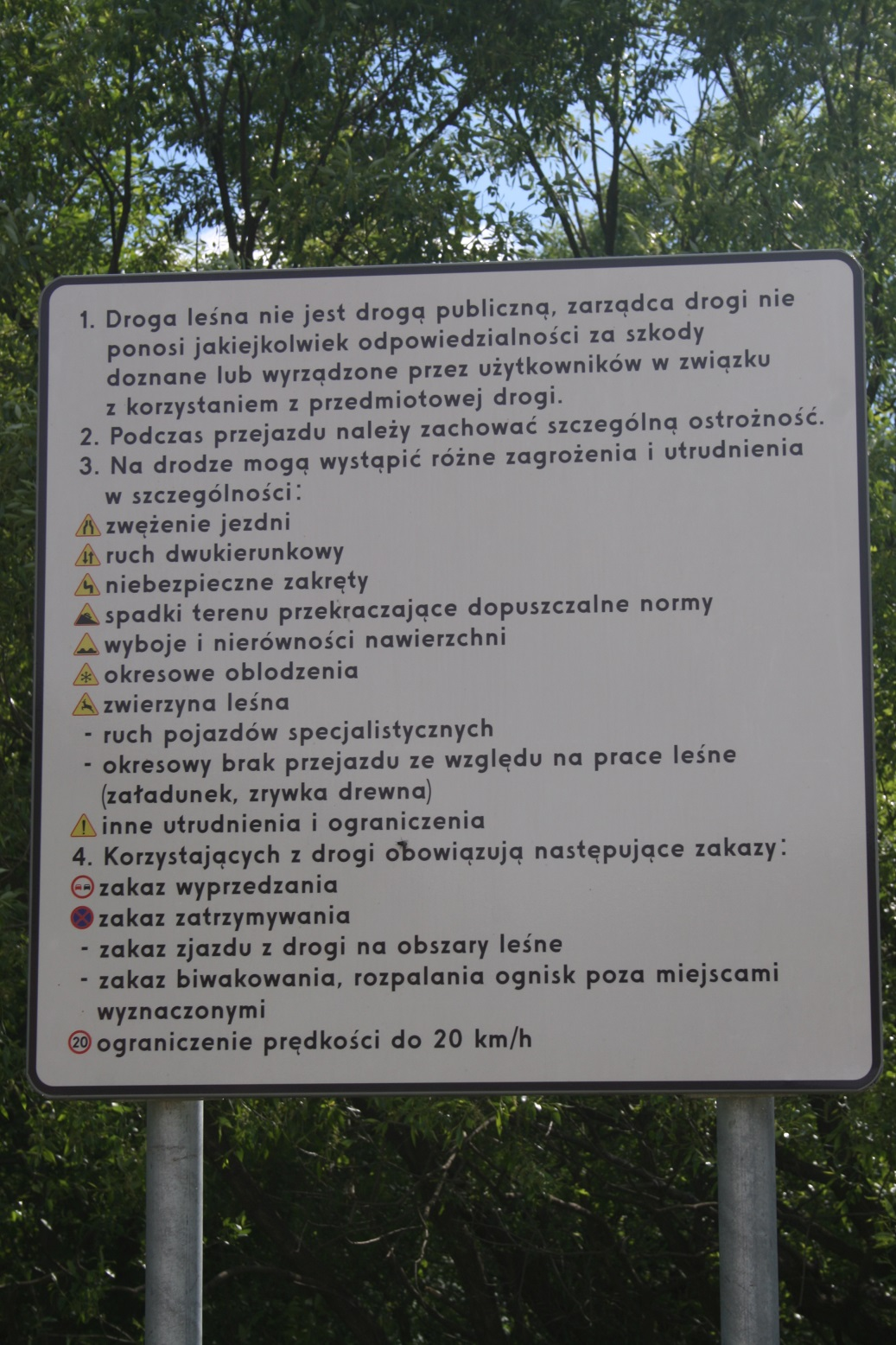
Regulacje dotyczące poruszania się po niepublicznej drodze leśnej.

Droga leśna – droga zlokalizowana w lesie niebędąca drogą publiczną w rozumieniu przepisów o drogach publicznych, wykorzystywana głównie do celów gospodarki leśnej (ochrony lub wyrębu).
Drogi leśne mogą być wykorzystywane jako szlaki rowerowe lub szlaki turystyczne (wędrówek pieszych).